# Polymixis carducha
Polymixis carducha là một loài bướm đêm trong họ Noctuidae.